# Steginoporella evelinae
Steginoporella evelinae är en mossdjursart som beskrevs av Ernst Marcus 1949. Steginoporella evelinae ingår i släktet Steginoporella och familjen Steginoporellidae. Inga underarter finns listade i Catalogue of Life.